# اوم ته گو
اوم ته گو (کره‌ای: 엄태구؛ زادهٔ ۹ نوامبر ۱۹۸۳) بازیگر اهل کره جنوبی است. او به خاطر ایفای نقش در فیلم‌های کهنه‌سرباز (۲۰۱۵) و عصر سایه‌ها (۲۰۱۶) شناخته می‌شود.